# رژه (فیلم ۲۰۰۹)
«رژه» (انگلیسی: Parade (2009 film)) یک فیلم است که در سال ۲۰۰۹ منتشر شد. از بازیگران آن می‌توان به تاتسویا فوجی وارا اشاره کرد.